# حمام قلعه شورین
حمام قلعه شورین مربوط به دوره پهلوی است و در شهرستان همدان، روستای شورین واقع شده و این اثر در تاریخ ۵ تیر ۱۳۸۴ با شمارهٔ ثبت ۱۱۹۵۲ به‌عنوان یکی از آثار ملی ایران به ثبت رسیده است.